# Antheopsis australiensis
Antheopsis australiensis is een zeeanemonensoort uit de familie Actiniidae.
Antheopsis australiensis is voor het eerst wetenschappelijk beschreven door Carlgren in 1950.